# Agia Marina Kelokedaron
Agia Marina Kelokedaron (griechisch Αγία Μαρίνα Κελοκεδάρων, türkisch Aya Marina Kelokedaron) ist eine Gemeinde im Bezirk Paphos in der Republik Zypern. Bei der Volkszählung im Jahr 2021 hatte sie 37 Einwohner.

## Name
Der Name der Gemeinde stammt von Agia Marina und der Nachbargemeinde Kelokedara. Der Name Agia Marina wurde gegeben, um sie von den Nachbargemeinden zu unterscheiden, während der Name Kelokedaro gegeben wurde, um die Gemeinde von der gleichnamigen Gemeinde im Bezirk Paphos, Agia Marina Chrysochous, zu unterscheiden.

## Lage und Umgebung

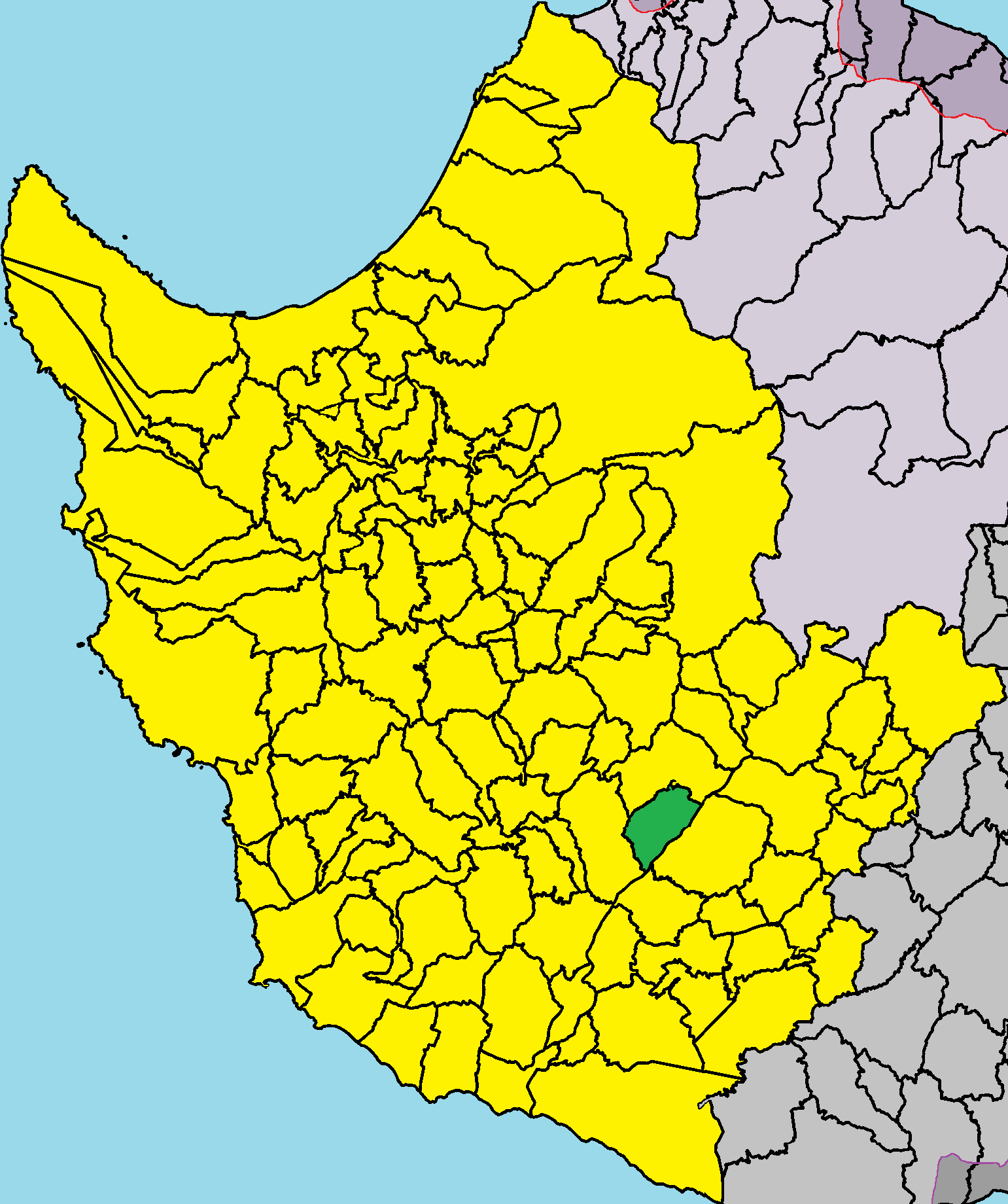
Lage im Bezirk Paphos

Agia Marina Kelokedaron liegt auf der Mittelmeerinsel Zypern auf einer Höhe von etwa 485 Metern, etwa 26 Kilometer nordöstlich von Paphos. Das 8,0108 Quadratkilometer große Dorf grenzt im Norden an Pentalia, im Osten und Süden an Kelokedara, im Südwesten an Stavrokonnou und im Westen an Amargeti. Das Dorf kann über einen Abzweig der Straße E606 erreicht werden.

## Geschichte
Wann Agia Marina Kelokedaron gegründet wurde, ist nicht bekannt. Eine schriftliche Quelle aus dem 16. Jahrhundert bezieht sich auf eine kleine landwirtschaftliche Siedlung namens Agia Marina, die an die Gemeinde Mamonia angrenzt. Es ist möglich, dass das die Agia Marina Kelokedaron ist.
Die Tradition besagt, dass Agia Marina während der türkischen Besatzung an der Stelle von Tzira Eleousa (Kyra Eleousa) gebaut wurde, einem Gebiet in der Nähe des Flusses Xeropotamos und der Gemeinde Nata. Aufgrund der Verfolgung durch die Osmanen ließen sich die überlebenden Bewohner am Ort Agios Georgios nieder, der sich neben der Kirche von Agia Marina befindet, und gründeten eine neue Siedlung. Dort bauten sie eine Agios Georgios geweihte Kirche, die heute eine Ruine ist. Die heutige Siedlung Agia Marina liegt weiter nördlich dieser Siedlung. In der Gemeinde lebten griechische Zyprioten und türkische Zyprioten. 1923 verließen die türkischen Zyprioten nach einem Kampf Agia Marina.

### Bevölkerungsentwicklung
Laut den in Zypern durchgeführten Volkszählungen nahm die Bevölkerung der Gemeinde bis 1960 zu. Dann nahm die Bevölkerung der Gemeinde aufgrund der Urbanisierung ab. Bei der Volkszählung von 2011 zeigte sie einen kleinen Anstieg. Die folgende Tabelle zeigt die Bevölkerung der Gemeinde gemäß den in Zypern durchgeführten Volkszählungen.
| Jahr      | 1881 | 1891 | 1901 | 1911 | 1921 | 1931 | 1946 | 1960 | 1976 | 1982 | 1992 | 2001 | 2011 | 2021 |
| Einwohner | 139  | 157  | 176  | 187  | 200  | 222  | 239  | 291  | 172  | 99   | 49   | 31   | 37   | 37   |